# Liste der ZDF-Sendungen

Senderlogo des ZDF

Die Liste der ZDF-Sendungen enthält eine Aufzählung von Sendungen und Serien, die im ZDF ausgestrahlt wurden bzw. werden.

## Nachrichten
| Laufend - heute - heute – in Deutschland - heute – in Europa - heute-journal - heute journal up:date - heute spezial - heute Xpress - ZDF spezial - ZDF Wetter | Eingestellt - heute – aus den Ländern (1983–1997) - heute mittag (1998–2009) - heute nacht (1994–2015) - heute+ (2015–2020) - heute – Sport (1999–2010) - heute – Wetter (1998–2011) - ZDFwochen-journal (ehemals TOP 7) (1998–2012) |

## Politik
| Laufend - Berlin direkt - Frontal - Politbarometer - Standpunkte - Was nun, …? Doku-Fiction - 2030 – Aufstand der Jungen (2011) - 2030 – Aufstand der Alten (2007) - 2057 – Unser Leben in der Zukunft (2007) - Tag X – Terror gegen Deutschland (2004) | Eingestellt - Bonn direkt (1987–1999) - Frontal mit Ulrich Kienzle und Bodo H. Hauser (1993–2000) - Kennzeichen D (1971–2001) - mit mir nicht! (1997–2000) - ZDF-Magazin mit Gerhard Löwenthal (1969–1988) |

## Kinder und Jugend
| Laufend - 1, 2 oder 3 - logo! - Löwenzahn - PUR+ - Siebenstein | Eingestellt - Bravo TV (2003–2004, danach auf ProSieben) - Briefe von Felix (Zeichentrickserie) (2000–2006) - Die Flop-Show (1993–1995) - Dr. Mag (bis 1996) - Ferienfieber (1994–1999) - Fun Factory (2005–2006) - Marvi Hämmer (2004–2007) - Morgen Schon (1984) - Nelly Net(t) (2001–2005) - Pinocchio (1977–1978) - Querkopf (1991–1995) - Rappelkiste mit Ratz und Rübe (1973–1984) - Robinzak (Erstausstrahlung: 25. August 1973) - Ric´s Trick Tier Show (1989–2004) - Sonntags Nach-Tisch (1984–1987) - Tabaluga tivi (1997–2011) - Teletubbies (1997–2001, 2015–2018) - TKKG – Der Club der Detektive (1998–2006) - Theos Geburtstagsecke (1993–2003) - 14.15 Uhr (1995–1996) - X Base (1994–1995) - TIN – Treffpunkt im Netz (1993–1994) - Technik 2000 (1987–1991) - Komm Puter! (1989–1990) - ZDF-Ferienprogramm für Kinder (1979–1989) - Computer-Corner (1985–1986) - Schüler-Express (1974–1987) |

## Information
| Laufend - 37 Grad - Aktenzeichen XY … ungelöst - Album – Bilder eines Jahres - auslandsjournal - Die Spur - hallo deutschland - Länderspiegel - plan b - Lotto am Mittwoch - XY gelöst - XY history - ZDF-Mittagsmagazin - ZDF-Morgenmagazin - ZDF.reportage - ZDFzeit | Eingestellt - betrifft: fernsehen (1974–1984) - Bilanz (1966–1983) - blickpunkt (1990–1991, 1993–2012) - Die Drehscheibe (1964–1982) - drehscheibe (1998–2023) - Leute heute (1998–2023) - ML Mona Lisa (1988–2017) - moment mal (1993–1999) - Reiselust (1991–2007) - tele-illustrierte (1982–1991) - Wie würden Sie entscheiden? (1974–2000) - ZDF.global - ZDF.reporter (2001–2011) - ZDF.umwelt (2001–2011) - ZDFzoom (2011–2023) |

## Wissenschaft
| Laufend - planet e. - Precht - Terra X (ehemals ZDF-Expedition) - Terra X: Faszination Erde - Terra X: Faszination Universum - Eisige Welten - Terra X Harald Lesch - Terra X History - Terra Xplore - ZDFzeit - Weltenbrand - Die Geheimnisse des Zweiten Weltkrieges | Eingestellt - Abenteuer Forschung (1988–2003) - Abenteuer Wissen (2001–2011) - Aus Forschung und Technik (1964–1988) - Die Deutschen (2008–2010) - Die (große) Knoff-Hoff-Show (1986–2004) - Discovery – Die Welt entdecken (1998–2004) - Frag den Lesch (2010–2017) - Joachim Bublath (2004–2008) - Leschs Kosmos (2008–2024) - Natürlich Steffens! (2010) - Nicht nachmachen! (2012–2013) - Querschnitt (später Querschnitte) (1971–1989) - Sphinx – Geheimnisse der Geschichte (1994–2005) - Terra X (1982–2007) - Terra X: Superbauten (2010–2012) - Terra Xpress (2011–2023) - Wunderbare Welt (1992–2006) |

## Service
| Laufend - Volle Kanne - WISO | Eingestellt - Gesundheitsmagazin Praxis (1964–2004) - Praxis täglich (2001–2003) - Ricks Wohnwelten (2003–2005) - So läuft’s richtig (1988–1989) - Vorsicht Falle! (1964–2001), (2018–2021) |

## Talk
| Laufend - Markus Lanz - Maybrit Illner - Zeugen des Jahrhunderts | Eingestellt - Blond am Freitag (2001–2007) - Conrad und Co (1997) - Die stillen Stars (1986–1994) - Dunja Hayali (2015–2020) - 5 nach zehn (1981–1986) - Halb 12 mit Ruprecht Eser (1993–2003) und Bettina Schausten (2004–2005) - Hera Lind und Leute (1995) - inka! (2013) - Johannes B. Kerner (1998–2009) - Kaffeeklatsch (1995–2002) - live (1987–1996) - Nachtstudio (1997–2012) - Nina Ruge: Alles wird gut (2007) - Peter Hahne (2010–2017) - Schattenspringer (1997) - Tacheles (1996) - Willemsens Woche (1994–1998) - Zu Gast im ZDF (1975–1976) - Zur Person (1963–1966) |

## Show / Unterhaltung
| Laufend - Bares für Rares (seit 2013) >> Trödelshow - Das große Deutschland-Quiz (seit 2021) >> Quizshow - Der Quiz-Champion (seit 2012) >> Quizshow - Die Anstalt (seit 2014) >> Abt. Comedy/Kabarett - Die Giovanni Zarrella Show (seit 2021) >> Musiksendung - Die Helene Fischer Show (2013–2020, seit 2023) >> Musiksendung - Die Küchenschlacht (seit 2008) >> Kochshow - Die schönsten Weihnachts-Hits (seit 2006) >> Spendengala - heute-show (seit 2009) >> Abt. Comedy/Kabarett, freitagabends - Mainz bleibt Mainz, wie es singt und lacht (seit 1955) >> Karnevalssendung - Willkommen (jeweilige Jahreszahl) (seit 2010) >> Musikshow - ZDF-Fernsehgarten (seit 1986) >> Musiksendung; sonntags 12:00 Uhr - ZDF Magazin Royale (seit 2020) >> Abt. Comedy/Kabarett, freitagabends - ZDF Comedy Sommer (seit 2022) >> Abt. Comedy/Kabarett | Eingestellt - 4 geben alles! (2016) >> Spielshow - 701 – Die Show (1997) >> Musiksendung - 1000 – Wer ist die Nummer 1? (2015) >> Spielshow - April-Hailer-Show (1997–2000) >> Abt. Comedy/Kabarett - Ca$h – Das Eine-Million-Mark-Quiz (2000–2001) >> Quizshow - Clever abgestaubt (2017) >> Quizshow - Da kommst Du nie drauf! (2017–2023) >> Quizshow - Dalli Dalli mit Hans Rosenthal (1971–1986), Andreas Türck (1995–1996) und Johannes B. Kerner (2021–2023) >> Spielshow - Das große Sommer-Hit-Festival (1999–2007, 2017) >> Musiksendung - Das Spiel beginnt (2015–2017, 2020) >> Spielshow - Der große Preis mit Wim Thoelke und anderen (1974–1993) und Marco Schreyl (2002–2003) >> Quiz-Sendung - Das ZDF-Wunschkonzert der Volksmusik (2002–2004) >> Musikshow - Deutschlands Superhirn (2011–2013, 2016) >> Spielshow - Die 2 im Zweiten (1989–1991) >> Unterhaltungsshow - Die Adventsshow (2004–2012) >> Musiksendung - Die Frühlingsshow (2006–2013) >> Musiksendung - Die große Terra X-Show (2019–2024) >> Spielshow - Die Herbstshow (2005–2013) >> Musiksendung - Die Pyramide mit Dieter Thomas Heck (1978–1994) und Micky Beisenherz (2012) >> Quiz-Sendung - Die Quizshow mit Jörg Pilawa (2012) >> Quizshow - Die Superhitparade der Volksmusik (1983–2005) >> Musikshow - Die volkstümliche Hitparade im ZDF (1990–2001) >> Musikshow - disco mit Ilja Richter (1971–1982) >> Musiksendung - Drei aus einem Ei (1991) >> Spielshow - Drei mal Neun mit Wim Thoelke (1970–1974) >> Quiz-Sendung - Du ahnst es nicht! (2018–2019) >> Ahnenforschung - Durchgedreht! (2013) >> Abt. Comedy/Kabarett - Ein Fall fürs All (2014) >> Abt. Comedy/Kabarett - Gefragt – Gewußt – Gewonnen! (1983–1986) >> Quizshow - Goldene Stimmgabel (1990–2007) >> Musikshow - Gottschalk America (2002–2004) - Grand Prix der Volksmusik (1986–2010) >> Musikshow - Gut geschätzt gewinnt (2017) >> Schätzshow - Heiligabend mit Carmen Nebel (2012–2017, 2019–2023) >> Musiksendung - Hut ab (1990–1991) >> Talentshow - Ich kann Kanzler! (2009, 2012) >> Comedy/Kabarett - Kampf der Start-Ups! (2015) >> Start-up-Unternehmen-Wettbewerb - kaputt und … zugenäht! (2016–2020) >> Upcycling-Show - Kerners Köche (2017–2018) >> Kochshow - Kult am Sonntag (2006–2009) >> Retroshow - Lafer! Lichter! Lecker! (2006–2017) >> Kochshow - Lanz kocht! (2008–2012) >> Kochshow - Lass Dich überraschen (1996–2001) >> Überraschungsshow - Leute, Leute! (2012) >> Abt. Comedy/Kabarett - Liebesgrüße mit Marianne & Michael >> Musiksendung - Lieder, die von Herzen kommen (1985–1989) >> Musiksendung - Lustige Musikanten (1971–2007) >> Musiksendung - Mann, Sieber! (2015–2020) >> Abt. Comedy/Kabarett - Mach was draus (2019–2020) >> Upcycling-Show - Mein allerschönstes Weihnachtslied (2006–2012) >> Musiksendung - Menschen (jeweilige Jahreszahl) (1982–2019) >> eher Talk-Show denn Show - Mich täuscht keiner! (2015–2017) >> Wissenschaftsshow - Musik ist Trumpf (1975–1981) >> Musikshow - Musik liegt in der Luft (1991–1998) >> Musikshow - Melodien für Millionen (1985–2007) >> Show/Musiksendung - Musical-Showstar 2008 - Musik aus dem Weihnachtsland (2003–2010) >> Musiksendung - Na siehste! (1987–1989) >> Personalityshow - Na sowas! (1982–1987) >> Personalityshow - Neues aus der Anstalt (2007–2013) >> Abt. Comedy/Kabarett - Notizen aus der Provinz mit Dieter Hildebrandt (1973–1979) >> Comedy/Kabarett - Peter-Alexander-Show (1969–1995) - Pelzig hält sich (2011–2015) >> Abt. Comedy/Kabarett - Rate mal mit Rosenthal (1979–1986) >> Quizshow - Rette die Million! (2010–2013) >> Quizshow - Risiko! (1998–2002) mit Kai Böcking - Schöne Bescherung! (2013–2014) >> Musiksendung - Showpalast (1999–2000) >> Musiksendung - Show-Express (1980–1982) - Sing mit Heino (1977–1980) >> Musiksendung - Sorry für alles (2019) >> Versteckte Kamera - Stadt, Land, Lecker (2016–2019) >> Kochsendung - Starparade (1968–1980) >> Musiksendung - Streit um drei (1999–2003) >> Gerichtsshow - Sudoku – Das Quiz (2006–2007) >> Rate-Show - Treffpunkt Herz (1975) - Topfgeldjäger (2010–2015) >> Kochshow - Unsere Besten (2003–2008) bzw. Deutschlands Beste! (2014) >> Rankingshow - Vergißmeinnicht mit Peter Frankenfeld (1964–1970) - Voll erwischt (1994–1997) bzw. Versteckte Kamera (1995–2003) bzw. Die versteckte Kamera – Prominent reingelegt! (2016–2018) >> Versteckte Kamera - Vier sind das Volk (2014–2015) >> Abt. Comedy/Kabarett - Weihnachten mit Marianne & Michael (1993–2010) >> Musiksendung - Wenn die Musi spielt (1992–2012) >> Musiksendung - Kinder Wetten, dass..? (1996–2000) >> Kindersendung - Wetten, dass..? (1981–2014, 2021–2023) - WIB-Schaukel (2001–2004) - Willkommen bei Carmen Nebel (2004–2021) >> Musiksendung - Zehnkampf der Fernsehfans (1985) >> Quizshow - ZDF-Hitparade mit Dieter Thomas Heck, Viktor Worms bzw. Uwe Hübner (1969–2000) >> Musiksendung - Das Sonntagskonzert zuletzt moderiert von Inka Bause (1969–2005) >> Musiksendung/Show |

## Serien (deutsche Produktionen)
| Laufend \| Erstausstrahlung (seit) \| Serie \| Laufzeit \| \| ----------------------- \| ------------------------------ \| -------- \| \| 1981– \| Das Traumschiff \| 90 min \| \| 2007– \| Notruf Hafenkante \| 45 min \| \| 2008– \| Der Bergdoktor (2008) \| 90 min \| \| 2009– \| Die Bergretter \| 90 min \| \| 2011– \| Frühling \| 90 min \| \| 2015– \| Bettys Diagnose \| 45 min \| \| 2015– \| Lena Lorenz \| 90 min \| \| 2016– \| Marie fängt Feuer \| 90 min \| \| 2016– \| Ku’damm \| 90 min \| \| 2021– \| Doktor Ballouz \| 45 min \| \| 2021– \| Nächste Ausfahrt Glück \| 90 min \| \| 2022– \| Wendehammer \| 45 min \| \| 2022– \| Malibu \| 90 min \| \| 2022– \| Unterm Apfelbaum \| 90 min \| \| 2022– \| Neuland \| 45 min \| \| 2023– \| Gestern waren wir noch Kinder \| 45 min \| \| 2023– \| Der Schwarm \| 45 min \| \| 2023– \| Familie Anders \| 45 min \| \| 2023– \| Dr. Nice \| 90 min \| \| 2023– \| Liebe kennt keinen Unterschied \| 90 min \| \| 2023– \| Hotel Barcelona \| 90 min \| | Eingestellt - Achterbahn – Filme über Freunde heute (1992–2003) - Alle meine Töchter (1995–2001) - Alles über Anna (2006) - Aus dem Logbuch der Peter Petersen (1977) - Babystation (2006–2007) - Bianca – Wege zum Glück (2004–2005) - Blind Date (2001–2005) - Da kommt Kalle (2006–2011) - Das Erbe der Guldenburgs (1987–1990) - Die Biester (2000–2001) - Die Familiendetektivin (2014) - Die Rettungsflieger (1996–2007) - Der Fürst und das Mädchen (2002–2007) - Der Landarzt (1986–2012) - Diese Drombuschs (1983–1994) - Doktor Martin (2006–2009) - Dr. Klein (2014–2019) - Drehkreuz Airport (2001) - Ein Heim für Tiere (1984–1991) - Eine Klasse für sich (1984–1985) - Eine Liebe am Gardasee (2006) - Einsatz täglich – Polizisten ermitteln (2004) - Ellerbeck (2015) - etage zwo – vernetzte welt (2000–2001) - Frauenarzt Dr. Markus Merthin (1994–1997) - Freunde fürs Leben (1992–1999) - Fritzie – Der Himmel muss warten (2020–2023) - Forsthaus Falkenau (1988–2012) - Fünf Sterne (2005–2008) - girl friends – Freundschaft mit Herz (1995–2005) - Halt durch, Paul (2004) - Hallo Robbie! (2001–2009) - Hanna – Folge deinem Herzen (2010) bzw. Alisa – Folge deinem Herzen (2009–2010) - Herzensbrecher – Vater von vier Söhnen (2013–2016) - Herzflimmern – Die Klinik am See bzw. Herzflimmern – Liebe zum Leben (2011–2012) - Hotel Mondial (2023) - Hotel Paradies (1989–1990) - Ich heirate eine Familie (1983–1986) - Insel der Träume (1990–1991) - Jenny & Co. (2001) - Jetzt erst recht! (2005) - Junger Herr auf altem Hof (1969) - Kreisbrandmeister Felix Martin (1982) - Kreuzfahrt ins Glück (2007–2024) - Küstenwache (1997–2016) - Lena – Liebe meines Lebens (2010–2011) - Luftsprünge (1969) - Lukas (1996–2001) - Paul der Eisbär (1986–1989) - Die Nesthocker – Familie zu verschenken (1999–2002) - Ruhrpott-Schnauzen (2006–2008) - Sabine! (2003–2005) - Samt und Seide (2000–2005) - Schlosshotel Orth (1996–2005) - Die Schwarzwaldklinik (1985–2005) - Sibel & Max (2015–2016) - Tessa – Leben für die Liebe (2006) - Tierarzt Dr. Engel (1997–2004) - … und dann noch Paula (2015) - Unser Charly (1995–2012) - Unser Lehrer Doktor Specht (1992–1999) - Unsere Hagenbecks (1991–1994) - Wege zum Glück (2005–2009) - Wege zum Glück – Spuren im Sand (2012) - Die Wicherts von nebenan (1986–1991) - Zur Sache, Lena! (2008) - Zwei Münchner in Hamburg (1989–1993) - Zwischen Tag und Nacht (1995) - Annie – kopfüber ins Leben (2020–2022) - Ein Tisch in der Provence (2020–2021) - Freunde sind mehr (2022) |          |
| Erstausstrahlung (seit) | Serie | Laufzeit |
| 1981– | Das Traumschiff | 90 min   |
| 2007– | Notruf Hafenkante | 45 min   |
| 2008– | Der Bergdoktor (2008) | 90 min   |
| 2009– | Die Bergretter | 90 min   |
| 2011– | Frühling | 90 min   |
| 2015– | Bettys Diagnose | 45 min   |
| 2015– | Lena Lorenz | 90 min   |
| 2016– | Marie fängt Feuer | 90 min   |
| 2016– | Ku’damm | 90 min   |
| 2021– | Doktor Ballouz | 45 min   |
| 2021– | Nächste Ausfahrt Glück | 90 min   |
| 2022– | Wendehammer | 45 min   |
| 2022– | Malibu | 90 min   |
| 2022– | Unterm Apfelbaum | 90 min   |
| 2022– | Neuland | 45 min   |
| 2023– | Gestern waren wir noch Kinder | 45 min   |
| 2023– | Der Schwarm | 45 min   |
| 2023– | Familie Anders | 45 min   |
| 2023– | Dr. Nice | 90 min   |
| 2023– | Liebe kennt keinen Unterschied | 90 min   |
| 2023– | Hotel Barcelona | 90 min   |

## Krimiserien (deutsche Produktionen)
| Laufend - Arne Dahl (2012–) - Dan Sommerdahl – Tödliche Idylle (2020–) - Das Quartett (2019–) - Der Alte (1976–) - Der Kommissar und der See (2022–) - Der Staatsanwalt (2005–) - Der Taunuskrimi (2013–) - Die Chefin (2012–) - Die Rosenheim-Cops (2002–) - Die Toten vom Bodensee (2014–) - Ein Fall für zwei (2014) (2014–) - Ein starkes Team (1994–) - Friesland (2014–) - Helen Dorn (2014–) - Inspector Barnaby (2005–) - Inspektor Jury (2014–) - Kolleginnen (2022–) - Kommissar Beck, ab 2. Staffel (2003–) - Marie Brand (2008–) - Mordshunger – Verbrechen und andere Delikatessen (2013–) - München Mord (2014–) - Nachtschicht (2003–) - Nord Nord Mord (2011–) - Notruf Hafenkante (2007–) - SOKO Wien (in Österreich: SOKO Donau) (2001–) - SOKO Köln (2003–) - SOKO Leipzig (2001–) - SOKO Linz (2022–) - SOKO Potsdam (2018–) - SOKO Stuttgart (2009–) - SOKO Wismar (2004–) - Spreewaldkrimi (2006–) - Spuren des Bösen (2011–) - Stralsund (2009–) - Unter anderen Umständen (2006–) - Wilsberg (1995–) | Eingestellt - Anna Pihl – Auf Streife in Kopenhagen (2006–2008) - Bella Block (1994–2018) - Beschlossen und verkündet (1975) - Blochin (2015–2019) - Blutige Anfänger (2020–2024) - Das Duo (2002–2012) - Das Kriminalmuseum (1963–1970) - Der Ermittler (2002–2005) - Der kleine Doktor (1974) - Der kleine Mönch (2001–2003) - Der Kriminalist (2006–2020) - Der Kommissar (1969–1976) - Der Kommissar und das Meer (2007–2021) - Der letzte Zeuge (1998–2007) - Derrick (1974–1998) - Die fünfte Kolonne (1963–1968) - Die Garmisch-Cops (2012–2014) - Die Karte mit dem Luchskopf (1963–1965) - Die Spezialisten – Im Namen der Opfer (2016–2019) - Die Verbrechen des Professor Capellari (1998–2004) - Dresden Mord (2015–2016) - Ein Fall für Stein (1976) - Ein Fall für zwei (1981–2013) - Einsatz in Hamburg (2000–2013) - Flemming (2009–2012) - Heldt (2013–2020) - Ihr Auftrag, Pater Castell (2008–2010) - Inspector Banks (2012–2018) - KDD – Kriminaldauerdienst (2007–2010) - Kommissar Brahm (1967) - Kommissarin Heller (2014–2021) - Kommissarin Lucas (2003–2023) - Kommissar Rex (2009–2010) - Kripo Holstein — Mord und Meer (2013–2015) - Küstenwache (1997–2016) - Letzte Spur Berlin (2012–2024) - Lewis – Der Oxford Krimi (2009–2015) - Lokaltermin (1973) - Morgen hör ich auf (2016) - M.E.T.R.O. – Ein Team auf Leben und Tod (2006) - Neben der Spur (2015–2022) - Paul Temple (1969–1971), gemeinsam mit der BBC - Percy Stuart (1969–1972) - Professor T. (2017–2020) - Rosa Roth (1994–2013) - Schafkopf – A bissl was geht immer (2012) - Schwarzach (2015–2020) - Siska (1998–2008) - SOKO Hamburg (2018–2024) - SOKO Kitzbühel (2001–2021) - SOKO München (bis 2015: SOKO 5113) (1978–2020) - SOKO Rhein-Main (2006–2007) - Sperling (1996–2007) - Stolberg (2006–2013) - Stubbe – Von Fall zu Fall (1995–2014) - The Fall — Tod in Belfast (2015–2016) - The Team (2015) - Unser Mann im Süden (2008) - Unter Verdacht (2002–2019) |

## Serien (Fremdproduktionen, Auswahl)
In den 1960er, 1970er und 1980er Jahren sendete das ZDF eine ganze Reihe von sehr beliebten Fernsehserien, die sich im Laufe der Jahre zu Kultserien entwickelten. Einige der Serien gab es aber nur ein einziges Mal zu sehen und wurden seit Jahrzehnten nicht wiederholt. Außerdem wurden die meisten Fernsehserien nur unvollständig gesendet (viele fehlende Episoden). Des Weiteren wurden die Folgen oftmals gekürzt.
| Ehemalige: - Alf (1988–1991) - Alfred J. Kwak (1990–1991) - Barbapapa (1974–1977) - Bezaubernde Jeannie (1967–1971) - Bonanza (1967–1977) - Boney (1974–1975, die Serie wurde bis heute bei keinem deutschen Sender wiederholt) - Calimero (Zeichentrickserie, 1972–1986) - Captain Future (Zeichentrickserie, 1980–1982) - Chopper 1… bitte melden! (1980) - Daktari (1969–1975) - Der Denver-Clan (1983–1990) - Der rosarote Panther (Zeichentrickserie, 1973–2006) - Der Mann vom anderen Stern (1990) - Die Mumins (Puppenanimationsreihe, 1980–1983) - Dick und Doof (1970–1973) - Die Enterprise (Zeichentrickserie, 1976) - Die dreibeinigen Herrscher (1986–1988) - Die Ewoks (1988–1990, die Zeichentrickserie wurde bis heute bei keinem deutschen Sender wiederholt) - Die kleinen Strolche (1967–1984) - Die Muppet Show (1977–1982) - Die Straßen von San Francisco (1974–1979) - Die Simpsons (1991–1993, danach auf ProSieben) - Die Waltons (1975–1981) - Ein Colt für alle Fälle (1983–1987) - Flipper (1966–1969) - Flugboot 121 SP (1978–1980) - Garfield und seine Freunde (1991) - Grisu, der kleine Drache (1977–1986) - Heidi (Zeichentrickserie, 1977–1978) - Ihr Auftritt, Al Mundy (1969–1970) - Immer wenn er Pillen nahm (1970) - Invasion von der Wega (1970–1971, die Serie wurde bis heute bei keinem deutschen Sender wiederholt) - Kimba, der weiße Löwe (1977) - Kung Fu (1975–1976) - Larry’s Showtime (1975–1981) - Lassie (1967–1997) - Männer ohne Nerven (1975–1979) - Mein Name ist Drops (1982–1984) - Mein Name ist Hase (Zeichentrickserie, 1983–1991) - Mein Onkel vom Mars (1976–1977, die Serie wurde bis heute bei keinem deutschen Sender wiederholt) - Mein Onkel vom Mars (1977–1978, die Zeichentrickserie wurde bis heute nicht wiederholt, jedoch lief auf SF – Der Science-Fiction-Kanal eine neue Synchronfassung unter dem Titel Marsianer mit Pfiff) - Mit Schirm, Charme und Melone (1966–1970) - Mondbasis Alpha 1 (1977–1978) - Mork vom Ork (1979) - Die Peanuts (1972–1985) - Pingu (1990–2004) - Rauchende Colts (1977–1983) - Raumschiff Enterprise (1972–1974) - Raumschiff Enterprise: Das nächste Jahrhundert (1990–1993) - Schatten der Leidenschaft (2008) - Schweinchen Dick (Zeichentrickserie, 1972–1973) - Sindbad (Anime, 1978–1979) - S.O.S. – Charterboot (1972) - S.R.I. und die unheimlichen Fälle (1971, die Serie wurde bis heute bei keinem deutschen Sender wiederholt) - Tarzan, Herr des Dschungels (Zeichentrickserie, 1978–1982) - The Twilight Zone (1967–1968) - The Monkees (1967–1970) - Tim und Struppi (1993–2002) - Tom und Jerry (Zeichentrickserie, 1976–2008) - Trickfilmzeit mit Adelheid (Zeichentrickserie, 1974–1976) - Trio mit vier Fäusten (1985–1988) - UFO (1971–1972) - Und der Haifisch … (Zeichentrickserie, 1980) - Väter der Klamotte (1973–1986) - Von Cowboys, Sheriffs und Banditen (1972–1973) - Western von gestern (1978–1986) |

## Spielfilme
| Laufend - Inga Lindström - Das kleine Fernsehspiel - Rosamunde Pilcher - Das Traumschiff - Nachtschicht - Montagskino - Frühling - Lotta - Ein Sommer in … | Eingestellt - Im Tal der wilden Rosen (2006–2008) - Katie Fforde (2010–2021) - Kreuzfahrt ins Glück (2007–2024) |

## Kultur und Religion
| Laufend - 37 Grad Leben - aspekte - Das Literarische Quartett mit Thea Dorn und anderen - einfach Mensch - Gottesdienst im ZDF - Leben ist mehr! - Lesch sieht Schwartz mit Thomas Schwartz - ZDF in concert | Eingestellt - Das blaue Sofa (2011–2015) - Bürger, rettet Eure Städte (1992–2010) - Chart Attack (1996–2000) - Ein guter Grund zu feiern (2011–2022) - Fragen zur Zeit (1969–1984) >> Kirchensendung - Lesen! (2003–2008) - Das Literarische Quartett mit Marcel Reich-Ranicki und anderen (1988–2001) - Margot Käßmann – mitten im Leben (2010–2012) - Menschen – das Magazin (2003–2021) - Mosaik – Das Magazin für die ältere Generation (1969–1991) - Das Philosophische Quartett (2002–2012) - Reich-Ranicki Solo (2002) - sonntags (2003–2022) - Die Vorleser (2009–2010) - Willemsens Musikszene (1999–2001) - ZDF-Matinee (1975–1984) |

## Sport

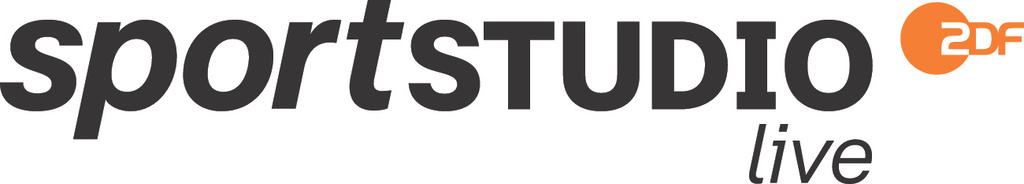
Logo von Sportstudio live

Im Wechsel mit der ARD berichtet das ZDF von großen Sportereignissen im Sportstudio live. Dazu gehören z. B. die Welt- und Europameisterschaften im Fußball sowie die Olympischen Sommer- und Winterspiele. Manche Turniere werden komplett von ARD und ZDF übertragen. Bei einigen Turnieren haben aber auch andere Sender exklusive Senderechte, bei der Fußball-WM 2006 zeigten ARD und ZDF beispielsweise lediglich 48 der insgesamt 64 Spiele direkt. Außerdem werden 15 Live-Spiele im DFB-Pokal im Wechsel mit der ARD übertragen. Seit der Saison 2021/22 berichtet das ZDF von den Spielen der UEFA Champions League und überträgt das Finale live.
Länderspiele der deutschen Fußballnationalmannschaft der Männer und Frauen, Leichtathletik-Turniere und der Weltcup verschiedener Wintersportarten (z. B. Biathlon) werden abwechselnd mit der ARD ebenfalls live übertragen. Viele der Sportübertragungen von ARD und ZDF sind zusätzlich auch auf Eurosport zu sehen.
Am Samstagabend im aktuellen Sportstudio wird in der Zweitverwertung über die Samstagsspiele um 15:30 Uhr und in Erstverwertung über das Samstagsspiel um 18:30 Uhr der Fußball-Bundesliga berichtet. Wiederholt wird die Sendung in der Nacht von Samstag auf Sonntag im Sender 3sat.
Am späten Sonntagnachmittag gibt es das Doku-Format Sportstudio-Reportage, das sich einem monothematischen Thema widmet.

## Nachtprogramm
| Laufend - @rt of animation - citydreams - Deutschland von oben - Die ZDF-Kultnacht - Global Vision - webcamnights.tv - zdf.formstark | Eingestellt - Die MondSchein-Show mit Ken Jebsen (1994) - Videotext für alle (1982–1995) - zdf.de mit Cherno Jobatey (1999–2000) |

## Weihnachtsserien
siehe auch: Weihnachtsserie
- Timm Thaler (1979)
- Madita (1980)
- Silas (1981)
- Jack Holborn (1982)
- Nesthäkchen (1983)
- Patrik Pacard (1984)
- Oliver Maass (1985)
- Mino (1986)
- Anna (1987)
- Nonni und Manni (1988)
- Laura und Luis (1989)
- Ron und Tanja (1990)
- Marco (1991)
- Der lange Weg des Lukas B. (1992)
- Clara (1993)
- Stella Stellaris (1994)
- Frankie (1995)

## Abenteuervierteiler
siehe auch: Abenteuervierteiler
- Robinson Crusoe (1964)
- Don Quijote von der Mancha (1965)
- Die Schatzinsel (1966)
- Tom Sawyers und Huckleberry Finns Abenteuer (1968)
- Die Lederstrumpferzählungen (1969)
- Der Seewolf (1971)
- Cagliostro (1973)
- Zwei Jahre Ferien (1974)
- Lockruf des Goldes (1975)
- Michael Strogoff (1976)
- Die Abenteuer des David Balfour (1978)
- Mathias Sandorf (1979)
- Tödliches Geheimnis – Die Abenteuer des Caleb Williams (1980)
- Wettlauf nach Bombay (1981)
- Der schwarze Bumerang (1982)
- Der Mann von Suez (1983)